# Harry Markowitz
Harry Max Markowitz (n. 24 august 1927, Chicago, Illinois, SUA – d. 22 iunie 2023, San Diego, California, SUA) a fost un economist american, laureat al Premiului Nobel pentru economie (1990), pentru dezvoltarea teoriei moderne a portofoliilor.

## Vezi și
- Teoria modernă a portofoliilor